# Sabera metallica
Sabera metallica is een dagvlinder uit de familie Hesperiidae (dikkopjes). De lengte van de voorvleugel van de vlinder bedraagt ongeveer 15,5 millimeter. De soort is bekend uit Papoea op Nieuw-Guinea. De vleugels hebben zowel aan de boven- als de onderkant een blauw-paarsige glans waarnaar de wetenschappelijke naam verwijst.
De soort is beschreven in een special van Zoologische Mededelingen, uitgegeven door Naturalis, die op 1 januari 2008 verscheen ter ere van het 250-jarig bestaan van de zoölogische nomenclatuur. Op 1 januari 1758 verscheen namelijk de tiende editie van Systema naturae van Carl Linnaeus.